# Dora (brano musicale)
Dora è una canzone composta da Dorival Caymmi, fu incisa per la prima volta dallo stesso autore nel 1945 in un 78 giri come lato A di Peguei um "Ita" no Norte. Nel 1958 lo pubblicò nell'album Ary Caymmi/Dorival Barroso: Um Interpreta o Outro interpretato da Ary Barroso. 
Nel 1975 Vinicius de Moraes e Toquinho la pubblicarono nel loro album O Poeta e o Violão

## Storia e significato
Il brano è un omaggio alla città di Recife, con chiari riferimenti al frevo e al maracatu, che sono due generi musicali e di danza originari dello Stato del Pernambuco.
Il protagonista ha incontrato Dora a Recife e vedendola ballare l'ha definita una regina del frevo e del maracatu.
Dorival Caymmi, in un'intervista, aveva dichiarato che la canzone Dora l'aveva composta in una situazione piuttosto dolorosa. Infatti lui e la moglie Stella erano in viaggio verso Fortaleza, durante la Seconda guerra mondiale, con una data già fissata per tornare a Rio de Janeiro, dove vivevano all'epoca.
Ma, nel frattempo, gli fu dato un incarico a Recife, dove doveva rimanere per 18 giorni, così sua moglie che lo avrebbe dovuto accompagnarlo a Recife, dovette tornare a Rio de Janeiro senza di lui, poiché avevano una figlia piccola, di soli sei mesi Nana Caymmi, che in seguito è diventata una famosa cantante..

## Crediti
Orchestra diretta da Otaviano Romero Monteiro (noto Fon-Fon)